# Slaget vid Carrhae
Slaget vid Carrhae var ett slag mellan Romerska republiken och det iranska Partien. Vid slutet av år 53 f.Kr. stupade den romerske konsuln Marcus Licinius Crassus, tillsammans med merparten av hans armé vid Carrhae. Parterna hade använt den brända jordens taktik och lurat romarna in i öknen där de krossade dem med sitt tunga kavalleri och sina beridna bågskyttar.
Crassus förde befäl över mer än 40 000 legionärer och hjälptrupper mot 10 000 parther, varav endast 1 000 ska ha varit tungt kavalleri. Nederlaget anses som ett av de största i Roms historia vid sidan om Cannae och Teutoburgerskogen. I motsats till det senare verkade dock slaget vid Carrhae föga ödesdigert för Roms militära historia. Parterna lyckades aldrig för någon längre tid ockupera romerska områden, och de krigsfångar och fälttecken som togs vid Carrhae lämnades senare tillbaka till kejsar Augustus. Crassus var inte känd som en stor fältherre och om han skulle ha kunnat betvinga hela Partien är ytterst tveksamt.